# サパティスモ

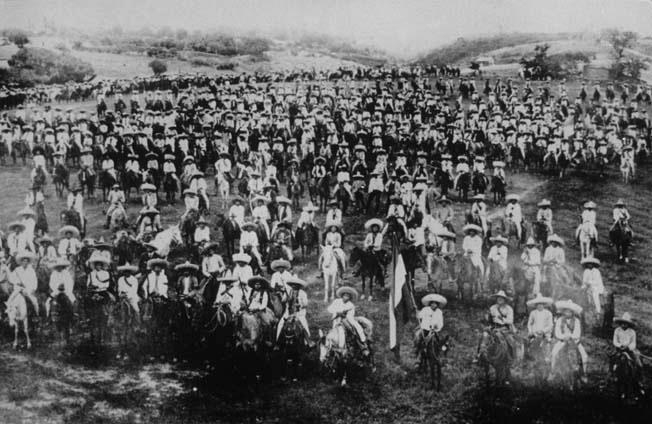
サパティスタ軍

サパティスモ（スペイン語: Zapatismo）は歴史学者が主にアラヤ綱領に反映された、メキシコ革命の指導者エミリアーノ・サパタの思想を支持する武装運動を指すときに用いる語。サパタが率いた南部解放軍の成員は「サパティスタ」（Zapatista）と呼ばれる。
サパティスモの最も象徴的な言葉は「土地は耕作者に属す」であり、個人主義の一種を示している。この言葉はサパタが土地をメキシコの首長たちから南部の農民に返そうとしたときにはじめて使用した。この言葉とそれが指すものはメキシコにおける農本思想のシンボルになった。サパタの死から数十年後、サパティスタ民族解放軍はネオサパティスモとして知られる、サパタの思想をより急進化した思想を採用した。